# Bombardier Aviation
Bombardier Aviation – część grupy Bombardier. Jest trzecią pod względem wielkości firmą branży lotniczej (po Boeingu i Airbusie) i czwartym dostawcą samolotów komercyjnych (po Boeingu, Airbusie i Embraerze).
Jej otwarcie rozpoczęło pozyskanie firmy Canadair, będącej wtedy własnością rządu Kanady i mającej największe w historii firm kanadyjskich straty. Sprzedaż Canadaira była Kanadzie na rękę, gdyż nasiliły się wtedy ataki separatystów z Quebecu oskarżających rząd, że ten nic nie robi dla rozwoju prowincji Quebec.
Po przejęciu w 1986 Canadaira i przywróceniu jego rentowności, Bombardier przejął de Havilland Canada – nierentownego podwykonawcę Boeinga z Toronto. Kilka lat później, w 1989, specjalizujący się już w korzystnych przejęciach Bombardier, przejął bliskiego bankructwa wytwórcę samolotów z Belfastu, Short Brothers. Rok później wykupił upadającą legendę samolotów biznesowych, firmę Learjet z Wichita, w stanie Kansas.
Firma posiada zakłady produkcyjne w: Belfaście, Tucson, Wichita, Downsview i North Bay (oba w Ontario), Saint-Laurent, Dorval, Mirabel (ostatnie trzy położone w Quebecu).
16 października 2017 roku Airbus i Bombardier Aerospace ogłosiły strategiczne partnerstwo przy produkcji i sprzedaży w programie samolotu średniego zasięgu Bombardier CSeries (CS100 i CS300). W tym celu powołano spółkę "C Series Aircraft Limited Partnership" (CSALP) w której Airbus objął 50,01% udziałów, a pozostałe ~31% Bombardier i ~19% prowincja Quebec. 10 lipca 2018 samolot został przemianowany na Airbus A220 (A220-100 i A220-300). Bombardier podjął taką decyzję ponieważ jego samolot został obłożony 299,45% cłem przez Departament Handlu Stanów Zjednoczonych. Skarżący go Boeing oskarżył Bombardiera o dumping cenowy przy sprzedaży samolotu do USA poniżej kosztów produkcji oraz korzystanie z pomocy publicznej (rządowy kredyt oraz subsydia od prowincji Quebec). Samolot jest montowany w Montrealu-Mirabel natomiast Airbus odpowiedzialny jest za sprzedaż, wsparcie oraz uruchomienie drugiej linii finalnego montażu w amerykańskim Mobile, Alabama. Po przejęciu sztandarowego produktu firmy przez Airbusa, Bombardier ponownie skupi swoją działalność na rynku samolotów regionalnych, tj. seria Q400 i CRJ-900.

## Zakłady

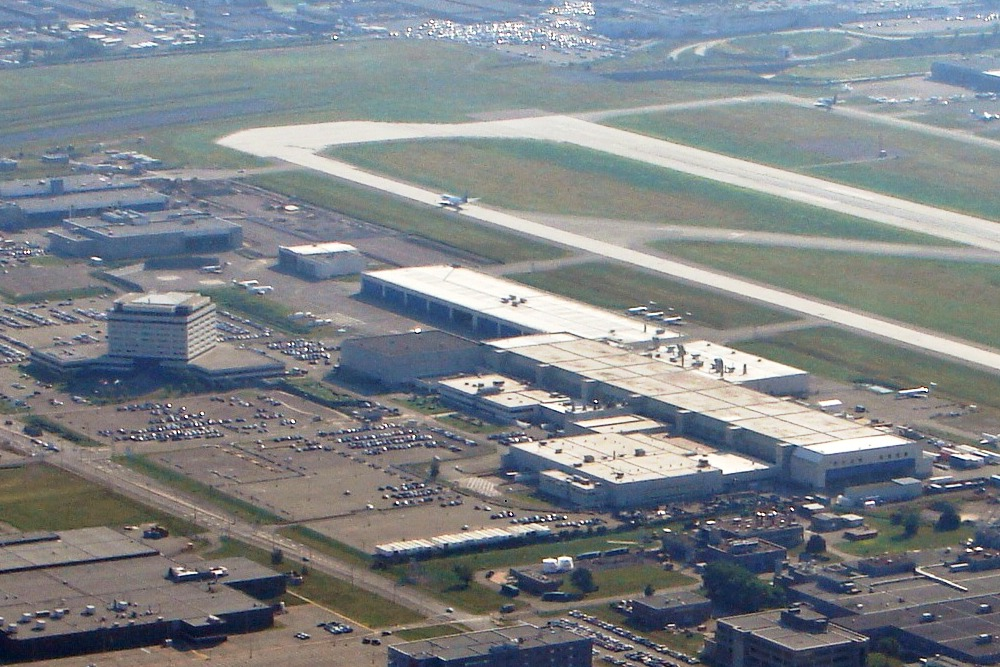
Port lotniczy Montreal-Pierre Elliott Trudeau

- Port lotniczy Montreal-Pierre Elliott Trudeau – siedziba firmy, montaż i oblot Challenger 300/605/850, wykończenie wnętrz serii Global.
- Port lotniczy Montreal-Mirabel – montaż i oblot CRJ700/CRJ900/CRJ1000 i CSeries.
- Saint-Laurent, Quebec – centrum rozwojowe, produkcja kokpitów i części ogonowych kadłuba[6].
- Wichita, Kansas – montaż i oblot serii Learjet[7].
- Toronto Downsview Airport, Ontario – montaż i oblot serii Bombardier Dash 8 i Global, skrzydła Learjet 45 XR.[8]
- Port lotniczy North Bay – montaż i oblot CL-415.
- Querétaro, Meksyk – produkcja elementów samolotów Learjet 85, Challenger 605, CRJ700/900/1000, Q400 i Global 6000/7000[9].
- Belfast, Irlandia Północna – produkcja kadłubów, skrzydeł i gondoli silników[10].

## Produkcja

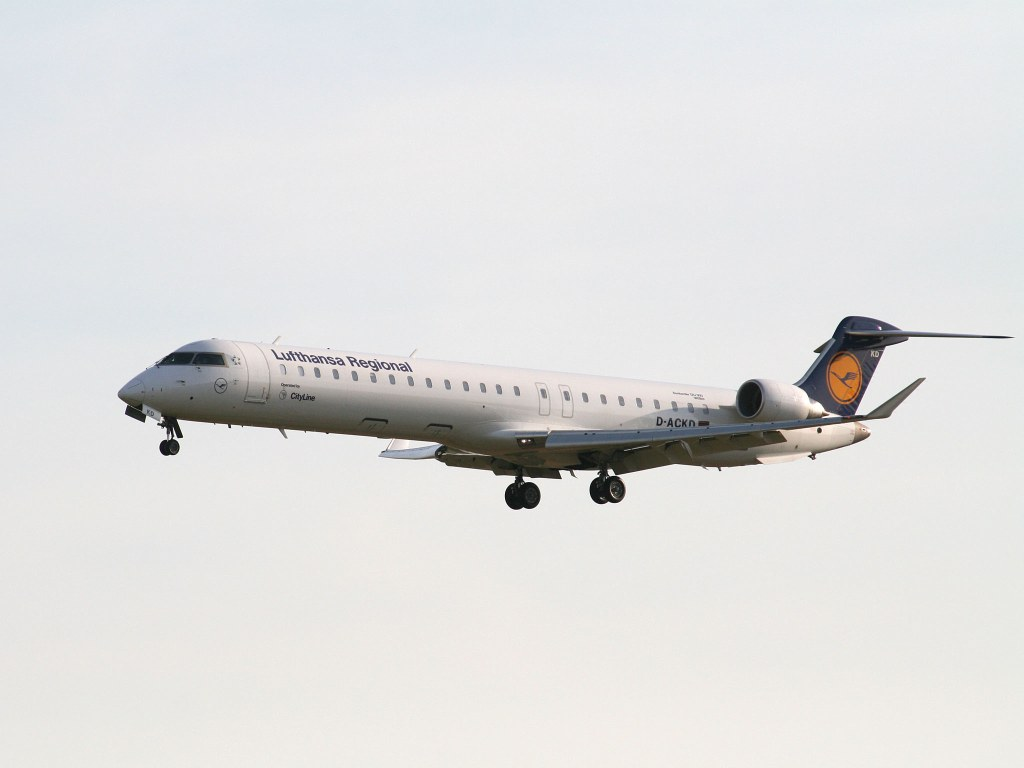
Lufthansa CityLine CRJ900

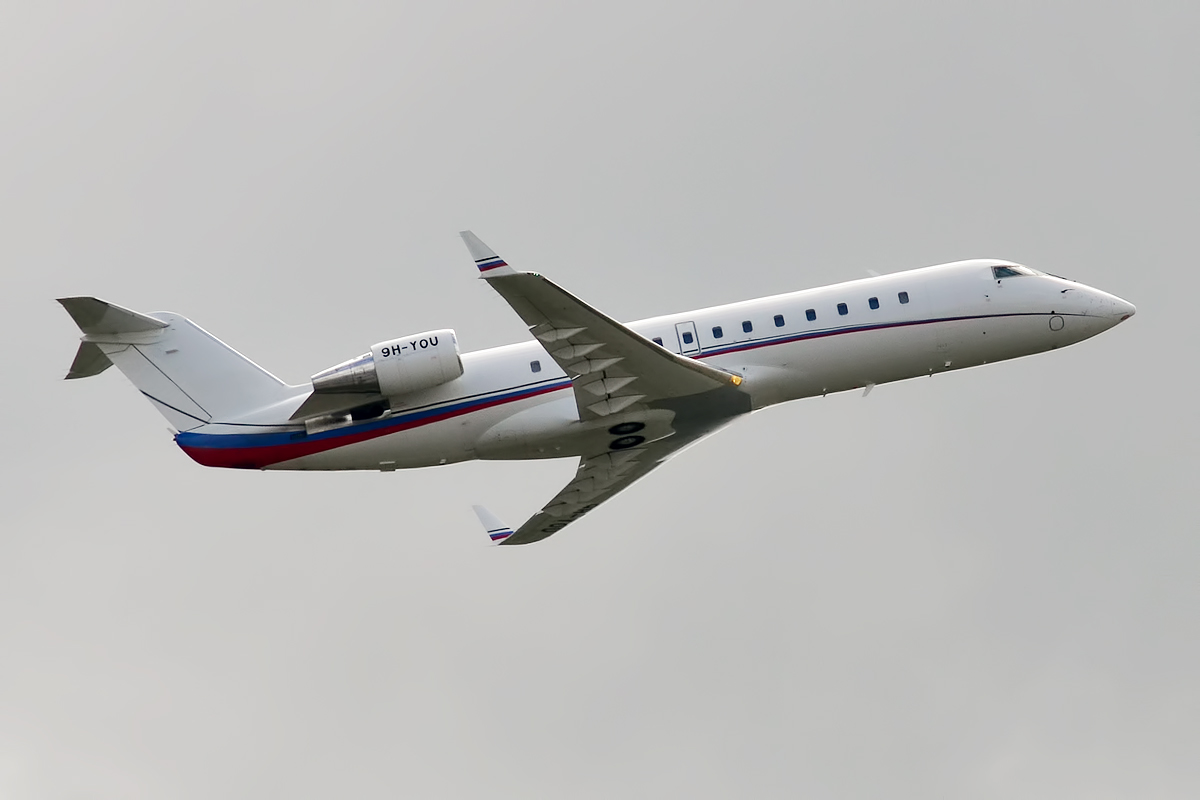
Bombardier Challenger 850 startujący z Portu lotniczego Tallinn

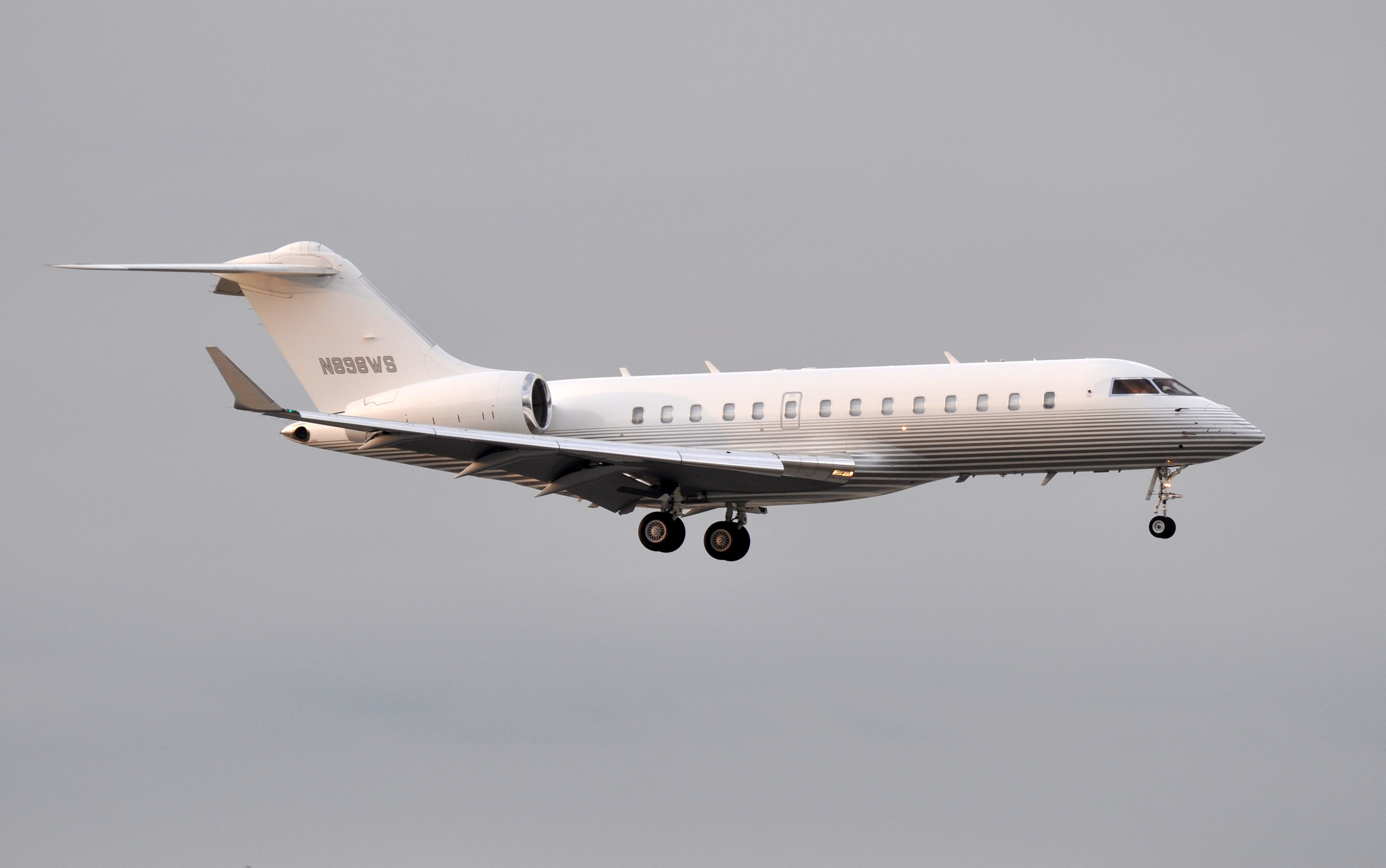
Bombardier Global Express

- 1999 (292 samolotów): 81 CRJ, 23 Q-Series, 109 Learjet, 40 Challenger, 34 Global, 5 CL-415
- 2000 (370 samolotów): 105 CRJ, 52 Q-Series, 129 Learjet, 38 Challenger, 36 Global, 10 CL-415[11]
- 2001 (370 samolotów): 165 CRJ, 41 Q-Series, 96 Learjet, 45 Challenger, 21 Global, 2 CL-415[12]
- 2002 (298 samolotów): 191 CRJ, 29 Q-Series, 38 Learjet, 23 Challenger, 16 Global, 1 CL-415[13]
- 2003 (324 samolotów): 214 CRJ, 18 Q-Series, 41 Learjet, 31 Challenger, 17 Global, 3 CL-415
- 2004 (329 samolotów): 175 CRJ, 22 Q-Series, 47 Learjet, 62 Challenger, 22 Global, 1 CL-415[14]
- 2005 (337 samolotów): 110 CRJ, 28 Q-Series, 69 Learjet, 98 Challenger, 30 Global, 2 CL-415[15]
- 2006 (326 samolotów): 64 CRJ, 48 Q-Series, 71 Learjet, 99 Challenger, 42 Global, 2 CL-415
- 2007 (361 samolotów): 62 CRJ, 66 Q-Series, 81 Learjet, 103 Challenger, 48 Global, 1 CL-415[16]
- 2008 (353 samolotów): 56 CRJ, 54 Q-Series, 70 Learjet, 116 Challenger, 53 Global, 4 CL-415[17]
- 2009 (302 samolotów): 60 CRJ, 61 Q-Series, 44 Learjet, 82 Challenger, 50 Global, 5 CL-415[18]
- 2010 (244 samoloty): 41 CRJ, 56 Q-Series, 33 Learjet, 63 Challenger, 47 Global, 4 CL-415[19]
- 2011 (245 samolotów): 33 CRJ, 45 Q-Series, 33 Learjet, 79 Challenger, 51 Global, 4 CL-415
- 2012 (233 samoloty): 14 CRJ, 36 Q-Series, 39 Learjet, 86 Challenger, 54 Global, 4 CL-415[20]
- 2013 (238 samoloty): 26 CRJ, 29 Q-Series, 29 Learjet, 89 Challenger, 62 Global, 3 CL-415[21]
- 2014 (290 samolotów): 59 CRJ, 25 Q-Series, 34 Learjet, 90 Challenger, 80 Global, 2 CL-415
- 2015 (275 samolotów): 44 CRJ, 29 Q-Series, 32 Learjet, 94 Challenger, 73 Global, 3 CL-415
- 2016 (249 samolotów): 7 CS, 46 CRJ, 33 Q-Series, 24 Learjet, 88 Challenger, 51 Global
- 2017 (213 samolotów): 17 CS, 26 CRJ, 30 Q-Series[22], 14 Learjet, 81 Challenger, 45 Global[23]
- 2018 : 14 CS